# Broome (Hopesay)
Broome – wieś w Anglii, w hrabstwie Shropshire. Leży 33 km na południe od miasta Shrewsbury i 215 km na północny zachód od Londynu.